# کانن ای‌تی۱
کانن ای‌تی۱ (به انگلیسی: Canon AT-1) یک دوربین عکاسی ساخت شرکت کانن است.